# Medizin für Melancholie
Der Roman Medizin für Melancholie (engl. Originaltitel A Medicine for Melancholy) ist eine Sammlung von 22 Science-Fiction-Kurzgeschichten des US-amerikanischen Schriftstellers Ray Bradbury.
Die deutsche Erstausgabe erschien im Jahr 1969 im Marion von Schröder Verlag. Das Buch kam im Diogenes Verlag 1981 heraus und wurde von Margarete Bormann übersetzt.
Der englische Originaltitel erschien 1959.

## Die Geschichten
- Zur warmen Jahreszeit (In a Season of Calm Weather)

- Der Drache (The Dragon)

- Medizin für Melancholie (A Medicine for Melancholy)

- Das Ende vom Anfang (The End of the Beginning)

- Der wunderbare Eiskrem-Anzug (The Wonderful Ice Cream Suit)

- Fiebertraum (Fever Dream)

- Der Eheretter (The Marriage Mender)

- Die Stadt, wo niemand ausstieg (The Town Where No One Got Off)

- Der Duft von Sarsaparilla (A Scent of Sarsaparilla)

- Ikaros Montgolfier Wright (Icarus Montgolfier Wright)

- Das Toupet (The Headpiece)

- Dunkel waren sie und goldäugig (Dark They Were, and Golden-eyed)

- Das Lächeln (The Smile)

- Die erste Nacht der Fastenzeit (The first Night of Lent)

- Zeit zum Aufbruch (The Time of Going Away)

- Der ganze Sommer an einem Tag (All Summer in a Day)

- Das Geschenk (The Gift)

- Der große Zusammenstoß vom letzten Montag (The Great Collision of Monday Last)

- Die kleinen Mäuse ( The Little Mice)

- Küstenstreifen bei Sonnenuntergang (The Shore-Line at Sunset)

- Das Erdbeerfenster (The Stawberry Window)

- Der Tag, an dem der große Regen kam (The Day it Rained Forever)

## Kritiken
„Diese 22 Geschichten sind 22 überzeugende Argumente dafür, dass Ray Bradbury einer der besten lebenden amerikanischen Autoren ist. Indem er seiner Phantasie freien Lauf lässt, gelingt es ihm, in hunderte von verborgenen Winkeln der Erfahrung zu leuchten. Bradbury ist ein Dichter, der sich nicht schämt zu zeigen, dass er verliebt ist in die Sprache, so wie ein Handwerker in sein Werkzeug verliebt ist.“